# Olbramkostel
Olbramkostel település Csehországban, a Znojmói járásban. Olbramkostel Vracovice, Pavlice, Milíčovice, Šumná, Kravsko, Žerůtky és Vranovská Ves településekkel határos. Lakosainak száma 532 fő (2024. január 1.).

## Népesség
A település lakosságának változását az alábbi diagram mutatja:
| Lakosok száma | 662  | 641  | 621  | 583  | 500  | 517  | 538  | 530  | 521  | 532  |
|               | 1869 | 1890 | 1921 | 1950 | 1980 | 2001 | 2017 | 2019 | 2022 | 2024 |